# Michael Delany
Michael Delany, né le 22 août 1965 à Sydney, est un nageur australien.

## Biographie
Aux Jeux olympiques d'été de 1984 à Los Angeles, Michael Delany  remporte la médaille d'argent à l'issue de la finale du 4x100 mètres nage libre avec Neil Brooks, Greg Fasala et Mark Stockwell.